# Mangunkerta
Mangunkerta is een bestuurslaag in het regentschap Cianjur van de provincie West-Java, Indonesië. Mangunkerta telt 6525 inwoners (volkstelling 2010).